# Lillskogssjön
Lillskogssjön är en sjö i Ljusdals kommun i Hälsingland och ingår i Ljusnans huvudavrinningsområde. Sjön är 9,4 meter djup, har en yta på 1,94 kvadratkilometer och befinner sig 299 meter över havet. Sjön avvattnas av vattendraget Gryckån (Lillskogsån).

## Delavrinningsområde
Lillskogssjön ingår i det delavrinningsområde (684106-148198) som SMHI kallar för Utloppet av Lillskogssjön. Medelhöjden är 371 meter över havet och ytan är 20,75 kvadratkilometer. Räknas de 8 avrinningsområdena uppströms in blir den ackumulerade arean 86,68 kvadratkilometer. Gryckån (Lillskogsån) som avvattnar avrinningsområdet har biflödesordning 3, vilket innebär att vattnet flödar genom totalt 3 vattendrag innan det når havet efter 173 kilometer. Avrinningsområdet består mestadels av skog (79 procent). Avrinningsområdet har 1,94 kvadratkilometer vattenytor vilket ger det en sjöprocent på 9,3 procent.